# Drummondville
Drummondville is een stad (ville) in Canada, in de provincie Québec, zo'n honderd kilometer ten oosten van Montréal. De stad is de hoofdplaats van de administratieve regio Centre-du-Québec en heeft 65.891 inwoners (2005), waarvan 98 procent Franstalig. Elk jaar vindt er een folklorefestival plaats. Er is een openluchtmuseum in de vorm van een traditioneel dorp.

## Geschiedenis
Drummondville werd gesticht op 29 juni 1815 door luitenant-kolonel Frederick George Heriot op de oevers van de Saint-Françoisrivier. De nederzetting had als doel de ontheemde soldaten een vaste woonplaats te geven na de oorlog van 1812 tegen de Verenigde Staten, en om een van de hoofdroutes naar het zuiden te surveilleren voor het geval er een nieuwe aanval zou komen. De naam is ontleend aan Sir Gordon Drummond, een Canadees bestuurder. Drummondville is in 2004 gefuseerd met enkele buurgemeenten.

## Geboren
- Marcel Dionne (3 augustus 1951), ijshockeyer
- Jessica Dubé (29 oktober 1987), kunstschaatsster

## Partnersteden
- La Roche-sur-Yon (Frankrijk)
- Eigenbrakel (België)